# Isovactis microtentaculata
Espèce
Isovactis microtentaculata est une espèce de cnidaires de la famille des Arachnactidae.

## Systématique
Le nom valide complet (avec auteur) de ce taxon est Isovactis microtentaculata Leloup, 1964.